# Uffici finanziari di Verona
Gli uffici finanziari di Verona sono un complesso di edifici situati nel quartiere di Cittadella a Verona, realizzati nella seconda metà degli anni sessanta su progetto dall'architetto Libero Cecchini.

## Storia
L'area in cui sorge l'edificio è una porzione di città mai chiaramente definita nel corso della formazione dell'abitato. L'area infatti fa parte del più vasto quartiere Cittadella, realizzato durante la dominazione viscontea come roccaforte militare ma divenuto strategicamente inutile già nel corso dal Cinquecento, tanto che la Repubblica di Venezia lo destinò a uso civile.
La riconversione, tuttavia, lasciò ampie aree indefinite, così tra il 1898 e il 1948 la zona su cui sarebbe sorto l'edificio per uffici fu destinata alla Fiera di Verona, con la costruzione di capannoni destinati all'esposizione dei cavalli. Durante la seconda guerra mondiale parte dei fabbricati furono colpiti mentre i pochi superstiti, nell'immediato dopoguerra, furono adibiti temporaneamente a uffici comunali, visto che la sede di palazzo Barbieri era stata fortemente danneggiata. Con la ricostruzione, le manifestazioni fieristiche furono trasferite nella nascente Zona Agricolo-Industriale, così l'area cadde nuovamente in stato di abbandono.
Nel 1965 il Ministero del Tesoro indisse un concorso per la "progettazione e costruzione di un fabbricato per sede di uffici statali e di un edificio alloggi sul suolo dell'ex Campo Fiera", il cui vincitore fu il progetto del raggruppamento costituito dall'impresa Mazzi di Verona con Libero Cecchini per la progettazione architettonica, l'ingegner Giulio Sagramoso per la progettazione strutturale, l'ingegner Federico Cossato per la progettazione impiantistica e lo scultore Vittorio di Colbertaldo per la parte decorativa. Il cantiere fu così avviato nel 1966.

## Descrizione
Gli uffici finanziari sono posti lungo il fiume Adige, nelle vicinanze delle mura comunali di Verona e della tomba di Giulietta. Si tratta di un complesso di grandi dimensioni, composto da quattro edifici di cinque piani l'uno, collegati da una galleria sopraelevata pedonale e separati da cortili. L'impianto generale è quindi piuttosto semplice, svolgendosi in una sequenza di volumi e spazi aperti.
Questo progetto prende sostanza da uno studio storico dell'area su cui sorge: si appura infatti la presenza in epoca romana di un porto fluviale e di un deposito di anfore; inoltre, proprio in questo punto l'Adige era connesso tramite un piccolo canale, detto Adigetto, all'altra ansa posta più a monte dello stesso fiume, presso Castelvecchio. Questo complesso viene così ideato come contrappeso di Castelvecchio, sia dal punto di vista volumetrico che da quello simbolico: il castello scaligero e il suo museo civico assumono infatti un importante ruolo culturale, mentre gli uffici cercano di assumere un ruolo di peso in chiave economico-finanziaria.
Questo progetto va a dare compattezza e continuità al tessuto storico della città; inoltre sono citati, ovviamente reinterpretati, elementi caratteristici dell'edilizia veronese. La struttura, in cemento armato, è esternamente rivestita in pietra.